# 導向巴士

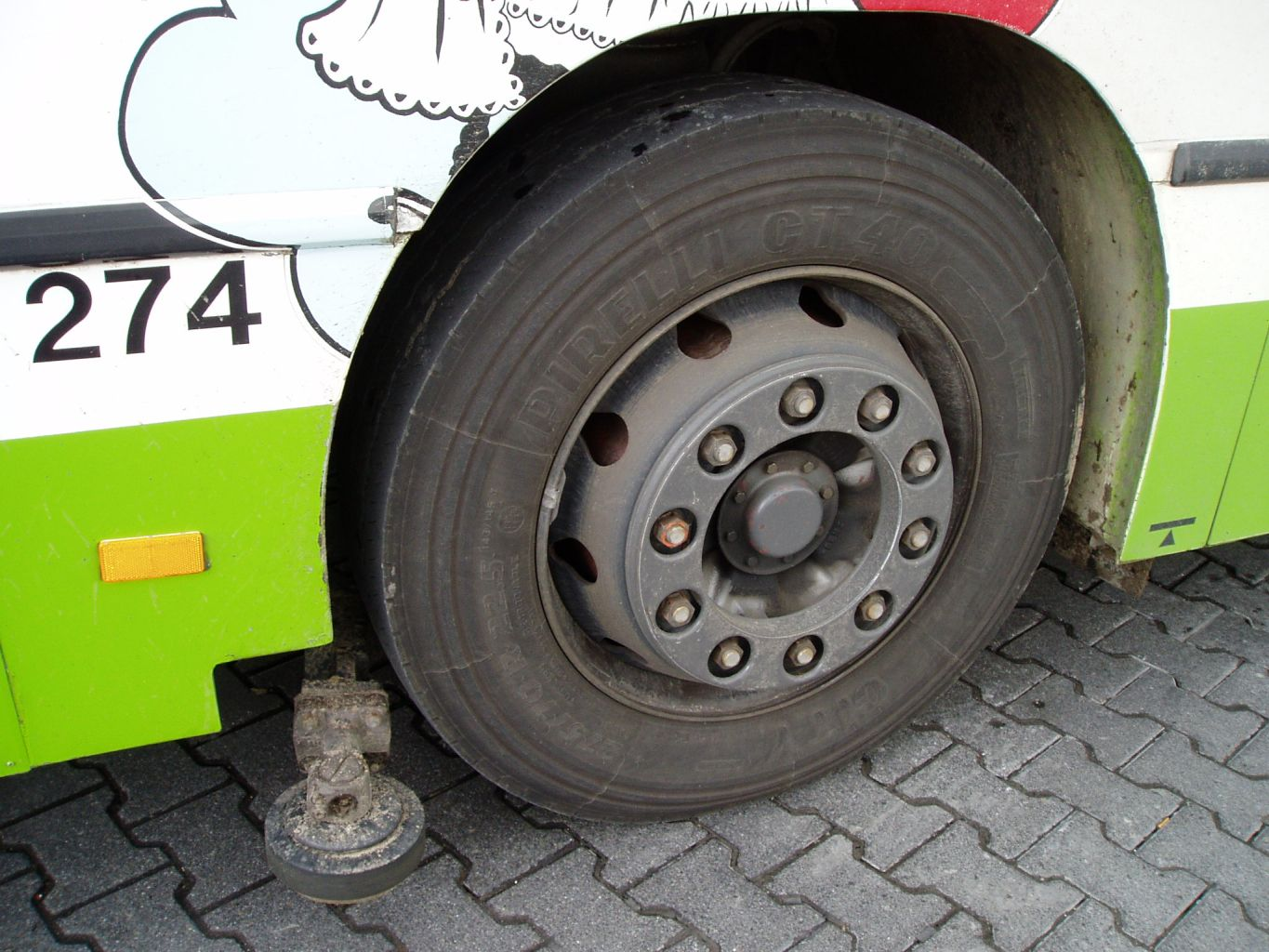
德國曼海姆路邊石導向巴士的車輪位

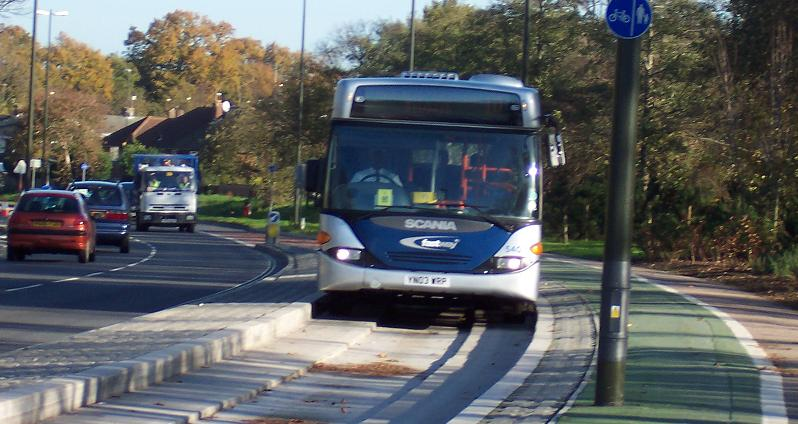
英國東南部克劳利的Crawley Fastway

龐巴迪導軌

劳尔導軌

導向巴士（英文：Guided bus）是一種由司機控制以外接受外來媒介導向行駛的巴士系統，導向的媒介可以是光學或無線電遙控，但更常見的是使用導輪進行物理上的引導。在運輸系統分類上導向巴士可以說是膠輪路軌系統與無軌電車的近親，共通點有都是使用膠輪車胎、半接受或完全接受外來媒介的導向與限制。與電車類的共通點是有一部分營運路線會獲得專用路段，亦有和其他汽車共用道路的路段。

## 路肩石導向巴士
最早期的導向巴士是在傳統巴士的車輪的附近位置安裝水平的導輪，倚著垂直的街道路肩石進行導向，簡稱KGB（kerb-guided bus）。世界上現存的例子不多，而營運KGB比較成功的地區有澳大利亞的阿德莱德，Adelaide O-Bahn，O-Bahn亦是目前全球最長及行車速度最快的導向巴士系統，此系統由1986年起分兩階段啟用，並於1987年全線通車。路軌全長12公里，走畢整條路軌路段約需13分鐘。其他的應用地區有英國及德國等。

## 膠輪導向電車
導向巴士的一個發展方向是引入由鐵路運輸的軌道衍生出的導軌，單一條導軌與位於車輛中央的導輪相配合引導車輛的移動方向，但推動車輛的角色依然由與導輪同軸的膠輪擔任。現今的膠輪導向電車製造商有兩個，分別是法國劳尔重工的Translohr及加拿大龐巴迪的導軌輕級運輸系統。兩者的導電方式都是架空電纜加集電桿或集電弓。導軌置於路面的凹槽中而不影響其他汽車的運行，電車的導輪則以不同型式將導軌「套」著移動。Translohr以兩块45度角傾斜的導輪緊握著導軌，龐巴迪採用滑輪式的車輪作為導輪垂直的附在導軌上。雖然沒有證據證明哪一種導軌技術佔優，但兩者都先後在營運時發生了多次出軌事故。
膠輪導向電車的角色介乎於導向巴士與電車之間，與電車相比它擁有更小的轉向輻度、能上落坡度13%的斜坡及低運轉噪音。由於需要安裝的軌道只是單一條導軌，比需要雙軌的傳統電車對道路的影響較低。

### 運營中系統
- 法国
  - 法兰西岛大区
    - 法兰西岛有轨电车5号线（LOHR Translohr STE 3）
    - 法兰西岛有轨电车6号线（LOHR Translohr STE 3）

  - 克莱蒙费朗
    - 克莱蒙费朗有轨电车A线（LOHR Translohr STE 3）

## 未來發展
其他非物理性導向巴士的研究已經正在進行中如埋在道路下的傳感器甚至是磁鐵導向裝置。2004年運輸企業Stagecoach集團與西門子簽下了協議，開發一個專為英國設計的光學導向巴士系統。西門子原Matra分部與Iris合作在巴黎測試同類的光學導向巴士 - Civis.
導向列車有潛力增加BRT系統的運量，使得BRT系統擁有與LRT（輕軌）系統相同的運量。LRT系統運量較高的原因是可以採用數量聯結的列車，聯結車輛相較於獨立車輛，可以在更短的時間內通過紅綠燈，獨立車輛也必須保持距離行駛以策安全，因此同樣的路線可以放進更多的車輛達到更高的運量，但是聯結車輛轉彎不易，輕軌列車以軌道固定轉彎路線解決此問題。而導向巴士與輕軌列車一樣，不會有轉彎不易的問題。
導向巴士最大的限制是必須等待共通標準，沒有共通標準會有綁標問題；而技術上也待成熟，例如光學技術在潮濕氣候的可靠度、磁性系統的抗干擾能力都仍待考驗。這些問題所增加的成本會讓導向巴士不一定比輕軌便宜。

## 外部連結
- Guided bus information and pictures （页面存档备份，存于）
- Adelaide O-Bahn （页面存档备份，存于）
- First Group guided busways Archive.today的存檔，存档日期2002-12-20
- Translohr official site
- Guided Light Transit official web site
- Cambridgeshire County Council's Guided Busway project
- "An Update on Curb Guided Bus Technology and Deployment Trends", Journal of Public transport 2006 BRT Special Edition (PDF 964Kb)
- University of Minnesota's ITS Institute "BRT Technologies: Assisting Drivers Operating Buses on Road Shoulders" （页面存档备份，存于）